# دیوید فالسیونی
دیوید فالسیونی (انگلیسی: Davide Falcioni؛ زادهٔ ۱۹ مهٔ ۱۹۷۵) بازیکن فوتبال اهل ایتالیا است.
از باشگاه‌هایی که در آن بازی کرده‌است می‌توان به باشگاه فوتبال کوزنتسا کالچو، باشگاه فوتبال فیورنتینا، باشگاه فوتبال پارما، باشگاه فوتبال یوونتوس، البیا کالچو ۱۹۰۵، باشگاه فوتبال کاتانیا، باشگاه فوتبال لیورنو، و باشگاه فوتبال ویچنزا اشاره کرد.